# Million Dollar Baby
Million Dollar Baby er en amerikansk dramafilm fra 2004. Den er instrueret af Clint Eastwood og har Hilary Swank, Morgan Freeman og Eastwood selv i hovedrollerne. Filmen vandt fire priser ved oscaruddelingen, bl.a. prisen som bedste film.

## Handling
Filmen handler om Maggie (Hilary Swank), der er en 31-årig kvinde, som har et mål om at blive professionel bokser. Det lykkes hende efter en lang kamp at overtale Frank Dunn (Clint Eastwood) til at være hendes træner og manager. Med Frank og hans assistents (Morgan Freeman) hjælp lykkes det for Maggie at få succes som bokser. Til sidst lykkes det hende at få en titelkamp, som Frank dog advarer hende mod, da modstanderen er kendt for ikke at bokse efter reglerne. Under kampen angriber modstanderen Maggie efter klokken har lydt, hvilket får hende til at gå i gulvet. Hendes hoved rammer dog den skammel som Frank har sat op til hende og hun brækker nakken. Lægens dom lyder på at hun vil være lam fra halsen og ned resten af livet. Derfor beder hun Frank om at ende hendes lidelser. Til sidst indvilliger han og giver hende en dødelig indsprøjtning med adrenalin.

## Medvirkende
| Skuespiller     | Rolle                  |
| --------------- | ---------------------- |
| Hilary Swank    | Maggie Fitzgerald      |
| Jay Baruchel    | Danger Barch           |
| Clint Eastwood  | Frankie Dunn           |
| Morgan Freeman  | Eddie Dupris           |
| Benito Martinez | Billie's Manager       |
| Michael Pena    | Omar                   |
| Lucia Rijker    | Billie 'The Blue Bear' |

## Modtagelse
Modtagelsen fra kritikerne var i den grad positiv, og Jyllands-Postens anmelder gav den f.eks. 6 ud af 6 mulige stjerner. Ud over fire Oscars vandt den bl.a. to Golden Globes. Filmen ligger pr. 2. juli 2007 nr. 102 på IMDbs top 250 liste.